# Allegan (meteorito)
Allegan es un meteorito de condrita H que cayó a la tierra el 10 de julio de 1899 en Míchigan, Estados Unidos. Pertenece al tipo petrológico 5. En 1964, era uno de solamente siete meteorites conocidos que cayeron en Míchigan. Allegan pesó alrededor de 32 kilogramos después de su aterrizaje.

## Clasificación
Se clasifica como una condrita ordinaria H5.